# 싸이맥스
싸이맥스(Cymechs Inc.)는 대한민국의 반도체 웨이퍼 이송장비 기업이다. 본사는 경기도 화성시 동탄면 동탄산단2길 47에 위치해 있으며 대표이사는 정구룡이다.
2021년 기준 매출비중은 반도체 장비 92.3%, 환경설비 7.7%이다. 2020년 8월에 산업통상자원부가 주관하는 소재부품기술개발사업 지원대상 기업으로 선정되었다

## 상장
2015년 6월 17일에 공모가 16,300원에 상장하였다.

## 참고문헌
1. ↑  싸이맥스, 5축 ATM로봇 올 하반기 양산 추진, 디일렉, 2022.03.31
2. ↑  싸이맥스, 반도체 소부장 국산화에 수혜 기대, 메트로서울, 2022-08-22
3. ↑  싸이맥스, 삼성전자 반도체 공정 로봇 대체 ‘무인화’ 소식...웨이퍼 이송용 대기로봇 국산화 부각, 오늘, 2023-09-01